# Tretij tajm
Tretij tajm (russisk: Третий тайм) er en sovjetisk spillefilm fra 1962 af Jevgenij Karelov.

## Medvirkende
- Leonid Kuravljov som Leonid Fokin
- Vjatjeslav Nevinnyj som Savtjuk
- Gleb Strizjenov som Jevgenij Rjazantsev
- Jurij Volkov som Sokolovskij
- Vladimir Kasjpur som Kirill Zajtsev